# Genoa, Illinois
Genoa är en stad (city) i DeKalb County, i delstaten Illinois, USA. Enligt United States Census Bureau har staden en folkmängd på 5 173 invånare (2011) och en landarea på 6,7 km².